# Pierre Guillaume Gratien
Pierre Guillaume Gratien (Parigi, 1º gennaio 1764 – Piacenza, 24 aprile 1814) è stato un militare francese. Fu attivo durante le guerre rivoluzionarie francesi e le guerre napoleoniche. Il suo nome è stato inciso sotto l'Arco di Trionfo di Parigi.

## Biografia

### Dai primi anni alla Rivoluzione
Gratien nacque il 1º gennaio 1764 a Parigi. Si arruolò nel reggimento di dragoni Dauphin il 21 gennaio 1787 e vi rimase sino al 1 ottobre 1789, quando ottenne un congedo. Con l'aumentare delle tensioni internazionali, Gratien decise di riprendere le armi e arruolarsi nuovamente, ottenendo la nomina a capitano del 2° battaglione di Parigi il 19 luglio 1791. Il 6 gennaio 1792 ottenne una promozione a tenente colonnello del medesimo battaglione, che in seguito si aggregò all'Armata del Nord per i successivi due anni.
Durante gli eventi della defezione di Dumoriez, evacuò l'accampamento di Maulde e condusse il suo battaglione a Escapont e poi a Douai. Poco dopo, si distinse nella battaglia di Linselles, il 18 agosto 1793: l'ottima condotta ed i rapporti favorevoli agevolarono notevolmente la sua promozione a generale di brigata, avvenuta il 3 settembre 1793. Una sfortunata serie di eventi portò ad una brusca frenata della sua carriera militare: durante la battaglia di Wattignies, le sue truppe vennero colpite sul fianco dalle batterie nemiche e caddero nel panico; Gratien non ebbe scelta se non ordinare la ritirata ma quando ciò accadde, giunse loro l'ordine di avanzare. I commissari del popolo Carnot e Dequesnoy, notato l'accaduto, lo congedarono dall'esercito sul campo di battaglia e lo spedirono di fronte al Tribunale rivoluzionario del Passo di Calais, con l'accusa di aver facilitato l'avanzata del nemico e di essersi ritirato invece di avanzare. Fu inviato in prigione ad Arras il 18 ottobre e venne assolto dalle accuse il 30 marzo 1794.
Venne reintegrato nell'esercito solo nel giugno 1795, quando i suoi gradi vennero ripristinati e lui venne aggregato all'Armata delle coste di Chebourg. Comandò per un breve periodo in Vandea, ma poi venne nuovamente sospeso il 29 ottobre 1795. Il generale Hoche lo richiamò in servizio il 1 gennaio 1796, in previsione della spedizione d'Irlanda, alla quale prese poi parte, imbarcandosi sul vascello Le Tourville. Dopo il fallimento della spedizione, sì unì all'Armata della Sambre e della Mosa nel marzo del 1797 e prese parte alla battaglia di Neuwied nella divisione del generale Lemoine. Rimase al fronte sino al maggio 1798, comandando la 2ª divisione di Magonza in vece del generale La Poype. Fece ritorno in Francia e si unì all'Armata d'Inghilterra. Si imbarcò sulla flotta del contrammiraglio Ganteaume il 30 novembre 1799 e lì servì per i successivi due anni. Quando l'Armata d'Occidente, nuovo nome dell'Armata d'Inghilterra, fu sciolta, Gratien sarebbe dovuto partire per una spedizione in Louisiana, ma l'impresa venne cancellata ed egli fu inviato nella Repubblica Batava nel 1802. Nel 1804, precisamente il 14 giugno, ottenne il titolo di Commendatore della Legion d'Onore.

### Al servizio dell'Impero

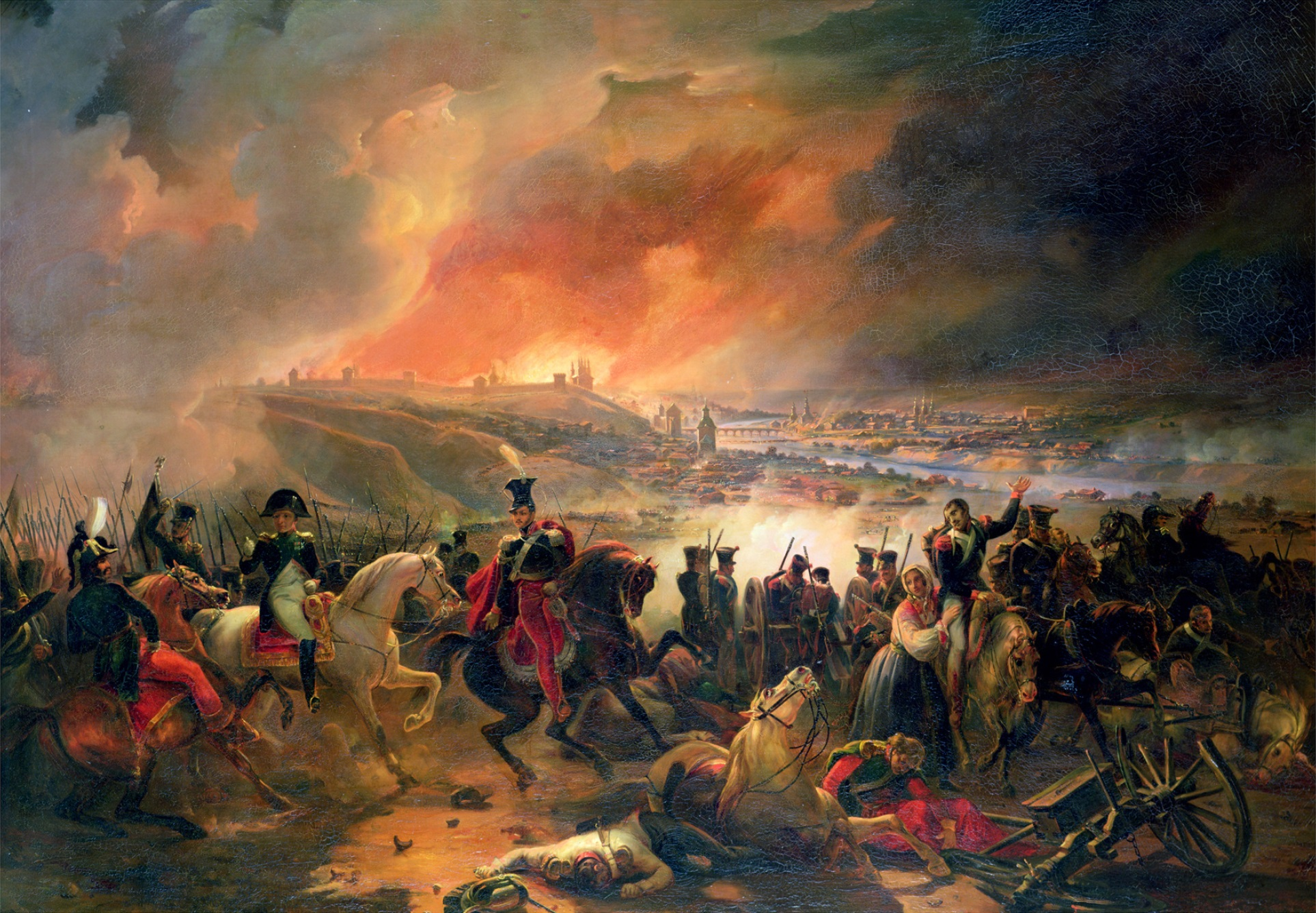
La battaglia di Smolensk del 1812

Nel 1805 Gratien era stanziato in Olanda. L'anno seguente passò alla 12ª divisione e, dopo l'incoronazione di Luigi Bonaparte a Re d'Olanda, fu assegnato agli eserciti della nuova monarchia olandese, entrando in servizio nel febbraio 1807 e acquisendo il grado di tenente generale. Due mesi dopo, prese il comando della 2ª divisione olandese sotto il maresciallo Brune. Due anni più tardi combatté sotto il re Girolamo Bonaparte e soppresse l'insurrezione dei partigiani di Schill, marciando su Stralsund. Per questi motivi, ricevette il titolo di Commendatore dell'Ordine dell'Unione nel giugno 1809 da parte del governo olandese e quello dell'Ordine del Dannebrog nel settembre successivo da parte della monarchia danese. Tornato a servire nell'esercito francese come generale di brigata, fu inviato in Spagna, dove servì sotto il generale Junot. Raggiunse la riserva del generale Loison in Spagna nell'ottobre 1809 e rimase nella penisola per altri due anni. Si distinse in varie occasioni, come ad esempio nell'ottobre 1810 a Caxeirias, in Portogallo, dove con una poderosa carica di baionette riuscì a salvare il generale Solignac e a rovesciare l'esito della battaglia in favore dei francesi. Nel 1811 venne nominato Barone dell'Impero e inviato nell'armata francese in Germania. Partecipò l'anno successivo alla spedizione francese in Russia: prima venne ferito nella battaglia di Smolensk e poi ottenne una promozione a generale di divisione, gestendo la divisione del generale Loison sino all'8 dicembre in sua assenza. Fu poi congedato l'8 gennaio 1813.

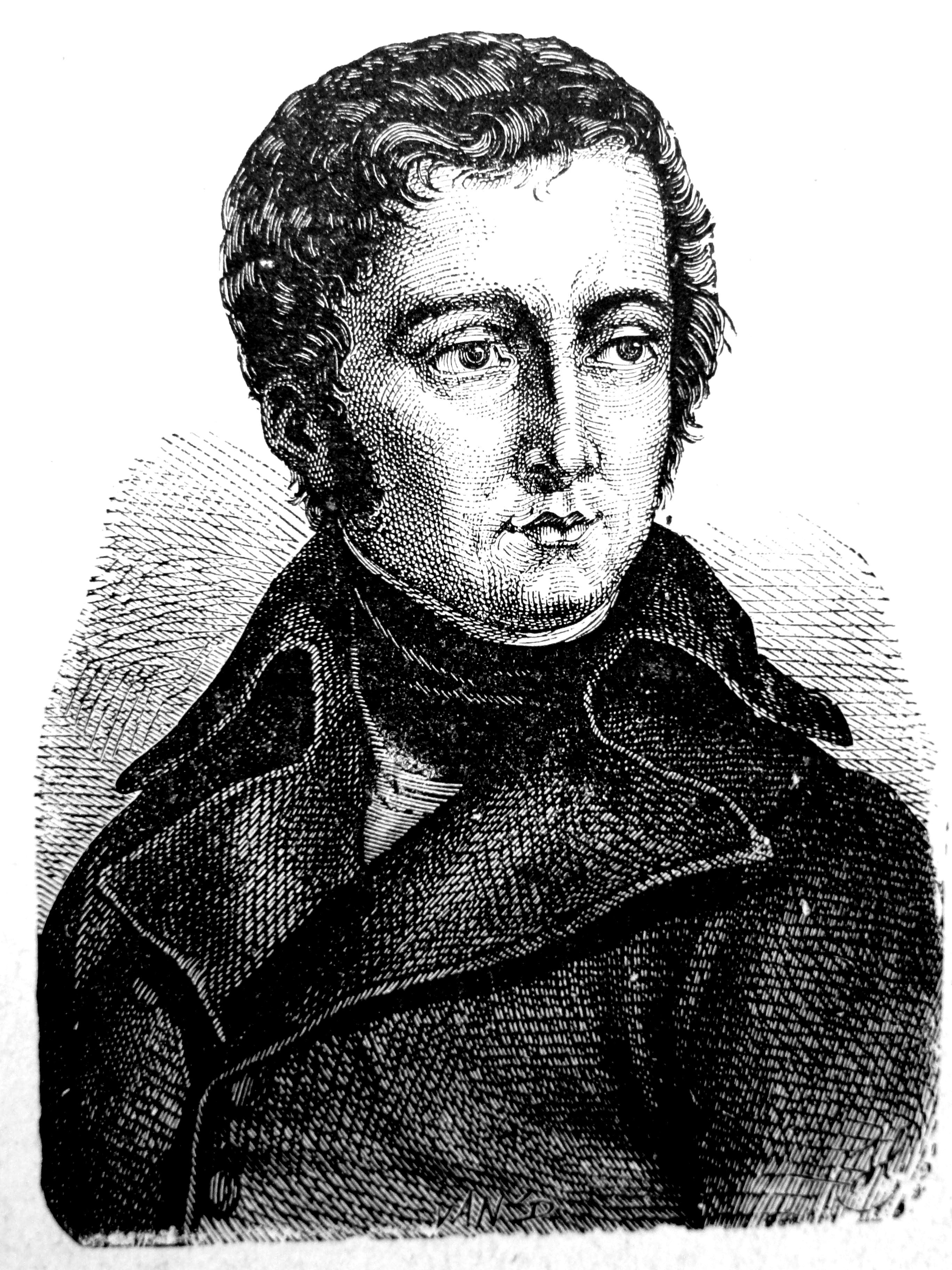
Il generale Paul Grenier

A seguito dell'armistizio di Pleiswitz, venne trasferito in Italia, sotto il comando del principe Eugenio. Il viceré stava infatti organizzando preventivamente un esercito per contrastare le armate austriache che di lì a breve sarebbero state inviate a combattere per il possesso della penisola. Gratien fu messo al comando di una divisione di 8200 uomini all'interno del corpo del generale Grenier. Gratien combatté sulle Alpi Giulie, partecipando alla presa di Villaco. Quando i napoleonici dovettero abbandonare il versante austriaco della catena montuosa e ritirarsi a Tarvisio, combatté una breve azione di retroguardia contro gli austriaci nella frazione di Camporosso. La successiva ritirata delle forze di Eugenio verso l'Adige ebbe delle conseguenze pesantissime sulla divisione di Gratien, formata per lo più da veneti e friulani: il tasso di diserzioni fu altissimo e il viceré fu costretto a smantellare ciò che restava delle forze di Gratien e a riassegnare gli uomini rimasti alle altre unità dell'esercito, riorganizzato una volta che i napoleonici giunsero a Verona. Qualche giorno prima che ciò accadesse, il 31 ottobre, combatté vittoriosamente a Bassano sotto la guida di Grenier. Poco prima dell'entrata in guerra delle forze napoletane, Eugenio ordinò a Gratien di radunare la riserva ad Alessandria e poi di avanzare verso Piacenza. La divisione di Gratien, forte di 3300 uomini giunse in città il 28 gennaio. Nei mesi successivi, combatté nella vittoriosa battaglia di Parma, sempre sotto il comando di Grenier. Dopo la sconfitta rimediata a San Maurizio, fece ripiegare le sue forze sul Taro e riuscì a mantenere la posizione sino agli ultimi giorni del conflitto. Morì prematuramente a Piacenza il 24 aprile 1814 a causa di una malattia.